# 하트 귀걸이
〈하트 귀걸이〉(ハートのイアリング 하토노이아링구[*])는 일본의 가수 마츠다 세이코의 19번째 싱글로, 1984년 11월 1일 발매되었다.(7" Vinyl: 07SH-1580) 곡의 작사는 마츠모토 타카시, 작곡은 Holland Rose, 편곡은 오무라 마사아키(大村雅朗)가 도맡았다. 'Holland Rose'라는 것은 싱어송라이터인 사노 모토하루(佐野元春)의 필명으로, 그가 과거 라디오 DJ를 할 적에 초등학생 청취자가 홀 & 오츠를 '홀랜드 로즈'로 잘못 들은 것에서 영감을 받아 만든 것이다. B사이드 곡은 〈스피드 보트〉(スピード・ボート 스피도 보토[*])이며, 작사자와 편곡자는 앞과 동일하다. 이 곡은 자이츠 카즈오(財津和夫)가 작곡하였다.
발매 후 활동하던 당시의 스타일이 매우 이색적이다. 마츠다는 노란 와이셔츠 위에 보라색 자켓을 입고, 그 보색인 연두색 넥타이와 행거치프를 포인트로 사용하기도 했으며, 원색의 붉은 수트 등을 입기도 했다. 이 기간 동안 헤어스타일은 단발의 소바주(ソバージ, 야성적인 스타일)에서 조금씩 변화하였다.
약 37만 장의 판매고를 기록한 작품이다. 19번째 싱글인 이 작품까지 더하여 마츠다의 싱글 총 판매량이 1000만 장을 돌파하게 된다. 역대 8번째 기록이며, 그 전까지 1000만 장 이상을 기록한 아티스트는 다음과 같다;
※ 괄호 안의 년도는 해당 기록을 세운 해이다.
- 핑크 레이디 (1979년)
- 모리 신이치 (1979년)
- 야마구치 모모에 (1980년)
- 사와다 켄지 (1980년)
- 사이조 히데키 (1982년)
- 고 히로미 (1983년)
- 이츠키 히로시 (1984년)

1984년 11월 12일자 오리콘 차트에서 처음으로 정상에 올랐으며, 2주간 1위를 유지했다.

## 수록곡
| #            | 제목                                     | 작사            | 작곡          | 편곡            | 재생 시간 |
| ------------ | ---------------------------------------- | --------------- | ------------- | --------------- | --------- |
| 1.           | 〈〈하트 귀걸이〉〉 (ハートのイアリング) | 마츠모토 타카시 | Holland Rose  | 오무라 마사아키 | 4:07      |
| 2.           | 〈〈스피드 보트〉〉 (スピード・ボート)   | 마츠모토 타카시 | 자이츠 카즈오 | 오무라 마사아키 | 4:09      |
| 총 재생 시간 | 총 재생 시간                             | 총 재생 시간    | 총 재생 시간  | 총 재생 시간    | 8:16      |